# Flora (botanik)
Flora är mångfalden av växter som finns i ett område.
Mycket ofta talar man om floran i ett visst geografiskt område, t.ex. ett land, ett landskap, en socken eller omgivningen av en stad. Många inventeringar har gjorts floran i av sådana områden. Till exempel kan man tala om Lapplands flora, Skånes flora eller floran på Ölands alvar. Beskrivningar av växternas eller floratypernas utbredning kallas växtgeografi.
Man kan också tala om floran i en viss naturtyp, t.ex. floran på myrar, på havsstränder, på savannen eller på fjällen. I sådana fall studerar man ofta vilka växter som förekommer tillsammans, sammansättningen av ett visst växtsamhälle, t.ex. de växter som brukar förekomma i näringsrika kärrmarker. Detta kallas ibland växtsociologi. En flora kan beskrivas som rik (många arter eller annan stor variation) eller fattig (få arter eller låg variation). 
Samspelet mellan växtsamhällen, djurliv och faktorer som markegenskaper och klimat studeras i växtekologin.
Ett viktigt område är studier av florans förändringar. Genom t.ex. förändringar i jordbruket, klimat m.m. går vissa arter tillbaka och andra ökar, och nya arter kan vandra in. Man studerar vegetationshistorien. Delar av en annan flora som uppträder som en grupp brukar kallas floraelement.
Floravård bedrivs för att skydda hotade arter eller skyddsvärda växtsamhällen. Floraväktare är personer som åtagit sig att bevaka växtplatser för hotade arter och följa förändringar.
Oftast används ordet flora om växter, vanligen kärlväxter (ibland fröväxter eller blomväxter) samt mossor.
Ordet flora används också om grupper som inte är växter. Man talar ofta om svampfloran eller lavfloran i ett område (trots att svampar och lavar inte är växter), och man talar om algfloran, (trots att bara grönalger men inte brunalger eller rödalger är växter). Man talar även om bakterieflora och använder begrepp som tarmflora, munflora m.m. Sådan användning sammanfaller i stort sett med den traditionella avgränsningen av ämnet botanik. Den går tillbaka på Linnés indelning av allt levande i växtriket och djurriket.
För djur motsvaras begreppet flora av ”fauna”.
Man har år 2000 föreslagit ordet ”funga” för svampflora för att markera att svamparna kan räknas som ett rike jämförbart med växter och djur. Ordet har ännu inte fått större spridning.

## Externa sidor
- Gotlandsflora
- Den virtuella floran
- Wikimedia Commons har media som rör Flora (botanik).
- Wiktionary har ett uppslag om flora.